# 연인들 (1984년 영화)
"연인들"은 1984년에 개봉한 대한민국의 영화이다.

## 캐스팅
- 최선아
- 길용우
- 이효정
- 오경아
- 김화란
- 윤일봉
- 여운계
- 홍성민 (특별출연)
- 김기주 (특별출연)